# 천수잉

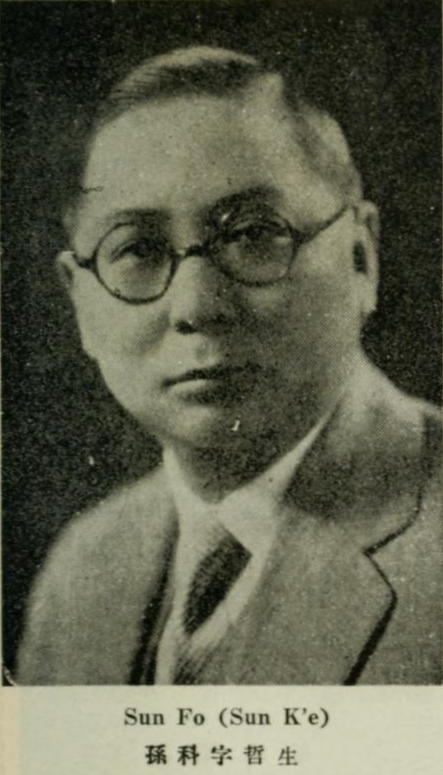
부군 쑨커 前 자유중화민국 타이완 고시원장.

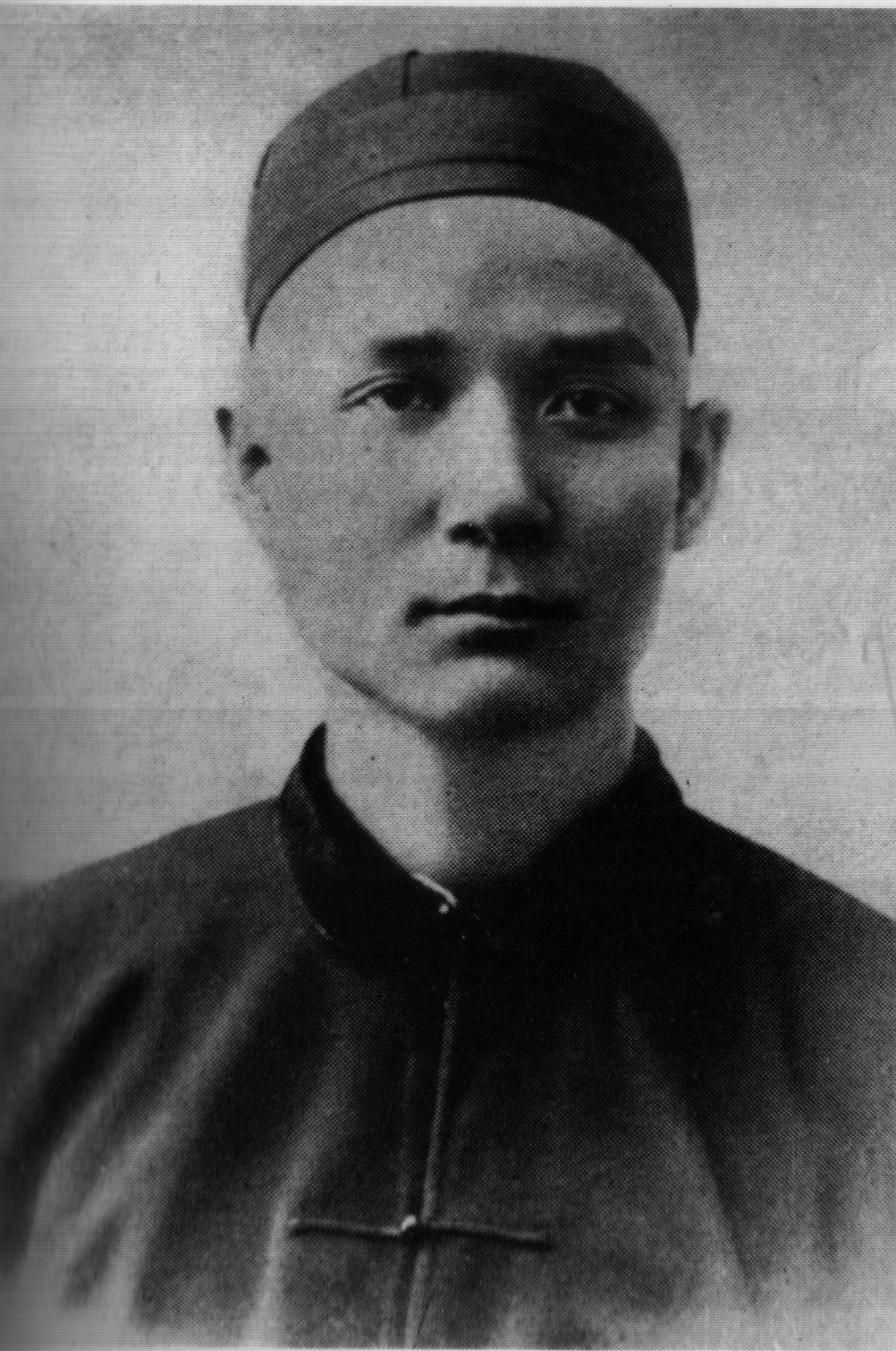
천수잉의 시부(媤父)인 쑨원 前 중화민국 대통령의 청년 시절.

천수잉(중국어: 陳淑英, 한자음: 진숙영, 1893년 8월 19일 ~ 1990년 6월 30일)은 중화민국(타이완)의 고시원 원장 직책을 지냈었던 중화민국 정치인 쑨커(孫科)의 1번째 부인이다. 그녀 또한 중국국민당 행정위원 등을 역임하였다.

## 생애

### 일생
그녀는 19세 때였던 1912년 7월 22일, 2년 연하의 쑨커(孫科, 1895년 10월 21일 ~ 1973년 9월 13일)와 결혼하여 그와의 사이에서 2남 2녀를 두었고 한때 그녀의 부군 쑨커는 란니(藍妮, 1912년 7월 2일 ~ 1996년 9월 28일)와 1936년에서부터 1948년까지 12년간의 사실혼 관계를 가졌다가 1948년 란니(藍妮)와 이혼하였는데 쑨커는 란니(藍妮)와의 사실혼 관계 사이에서 슬하 2녀를 두었다. 이 와중에 천은 1937년에서부터 1940년까지 미국에 거주하며 미국 영구거주권을 소지하였다.
1931년에서부터 1963년까지 32년간 중국국민당 행정위원 직위를 지낸 그녀는 1949년 12월 7일 이후 일가족을 비롯한 중국국민당의 일원들과 국민당 지지자들을 동반하여 중화민국 타이완 타이베이로 건너갔고 이후 1963년 국민당에서 사실상 탈당하였으며 이후 결혼 61년째가 되던 1973년 9월 13일, 중화민국 타이완 타이베이에서 향년 78세로 별세한 부군 쑨커(孫科)와 사별하였다. 이후 1976년에서부터 1978년까지 2년간 캐나다 온타리오 주 오타와에 잠시 머물러 있다가 1978년 중화민국 타이완에 영구 귀국하였다.

### 사망
그녀는 1990년 6월 30일, 중화민국 타이완 타이베이에서 향년 97세로 별세하였고 그녀의 빈소에는 당시 가택 연금자 신분이었던 예비역 중화민국 육군 소장 장쉐량(張學良) 前 중화민국 서북초비사령부 부사령관도 문상(問喪)을 하였는데 이 문상례(問喪禮)는 리덩후이(李登輝) 당시 중화민국 총통이 장쉐량에게 베푸는 특별 배려였다.

### 친인척 관계
- 쑨원(시부)
- 루무전(시모)
- 쑹칭링(시계모)
- 천추이펀(시서모)
- 천치메이(사촌 오빠)
- 천치차이(사촌 오빠)
- 천궈푸(친정 5촌 조카)
- 천리푸(친정 5촌 조카)
- 쑹아이링(법적 시이모뻘)
- 쑹쯔원(법적 시외숙부뻘)
- 쑹메이링(법적 시이모뻘)
- 쑹쯔량(법적 시외숙부뻘)
- 쑹쯔안(법적 시외숙부뻘)